# Waiwawa (fleuve)
Le fleuve côtier Waiwawa (en anglais : Waiwawa River) est la plus longue des rivières de la Péninsule de Coromandel, dans la région de  Waikato dans l’Île du Nord de la Nouvelle-Zélande.

## Géographie
Il s’écoule initialement vers le nord-ouest à partir de sa source sur les pentes du  « Mont Rowe » avant de tourner au nord-est pour atteindre l’extrémité sud de  ‘Whitianga Harbour’.